# Fuentes de Rubielos
Fuentes de Rubielos (aragónul Fuents de Rubielos) település Spanyolországban, Teruel tartományban.  Lakosainak száma 156 fő (2024).

## Népesség
A település népessége az utóbbi években az alábbiak szerint változott:
| Lakosok száma | 100  | 119  | 124  | 137  | 125  | 121  | 112  | 118  | 160  | 156  |
|               | 2001 | 2004 | 2007 | 2009 | 2012 | 2014 | 2017 | 2019 | 2022 | 2024 |